# 威廉二世 (奥兰治亲王)
威廉二世（Willem II；1626年5月27日—1650年11月6日）自1647年3月14日起至逝世时止是奥兰治亲王以及荷兰共和国的多省執政。

## 生平
1648年荷蘭與西班牙簽訂明斯特和約，荷蘭反抗宗主國西班牙的八十年戰爭正式結束（同年的西伐利亞和約也結束了三十年戰爭）；之後他試圖把聯省共和國打造成以海牙為中心的中央集權制國家，卻受到荷蘭省議會派商人（共和派）的強烈抵制。
1650年7月30日，他動用一萬陸軍兵臨阿姆斯特丹城下，迫使荷蘭省的議會寡頭，暫時屈服於他的意志（如約翰·德·維特之父就受其監禁）。當他試圖執行侵略西屬尼德蘭的軍事計畫時，卻在11月6日感染天花而去世。八天後其遺腹子威廉三世誕生（奧蘭治親王妃玛丽长公主以芳齡二十孀居），但荷蘭省議會派卻利用威廉二世驟逝的機會，發動政變推翻執政體制，於是聯省共和國有五個省的執政被廢除，從此進入長達22年的第一次无执政時期。
他唯一的兒子威廉三世一出生就繼承了奥兰治亲王之位，但長期受到荷蘭省議會寡頭（大議長約翰·德·維特為領袖）的控管與監視；一直到聯省共和國於1672年發生災難年的大危機，才讓威廉三世重拾執政大位、登上國家領袖。1688年他率軍至英國發動光榮革命，於次年成為英格兰国王威廉三世及苏格兰国王威廉二世，躍升為歐洲僅次於法國路易十四（太陽王路易大帝）的強大君王。